# Tổng động viên

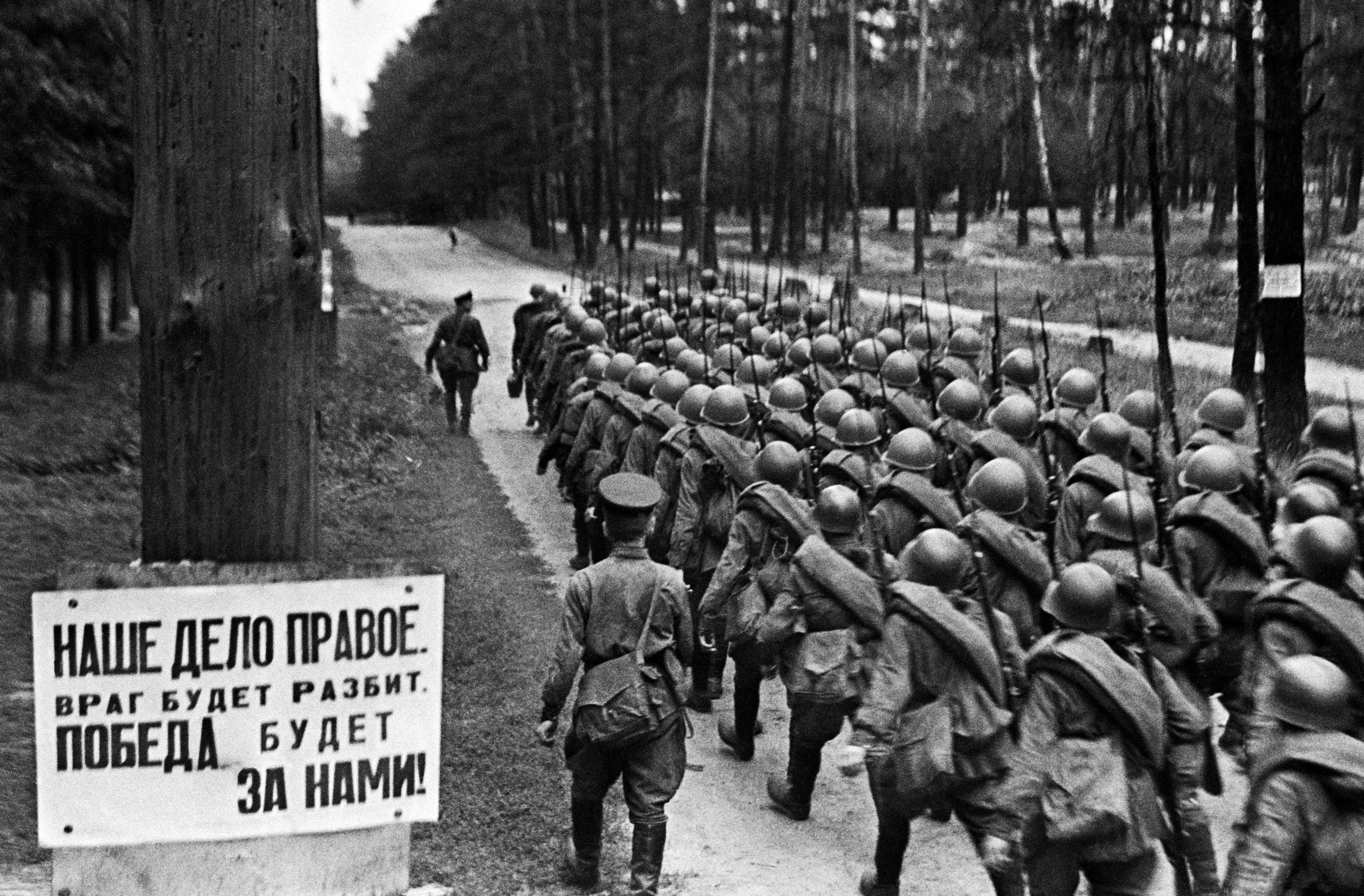
Tổng động viên

Tổng động viên là một khái niệm quân sự chỉ một hành động vừa mang tính kêu gọi vừa mang tính mệnh lệnh trong tình hình quốc gia đó chuyển sang tình trạng chiến tranh. Đối tượng của lệnh Tổng động viên bao gồm tất cả những thanh niên có độ tuổi từ 18 đến 30 tuổi. Tại một số quốc gia đối tượng của Tổng động viên chỉ gói gọn trong những binh sĩ, hạ sĩ quan, sĩ quan dự bị đã giải ngũ. Về sau có thể do yêu cầu của tình hình đất nước đối tượng của Tổng động viên được mở rộng đến cả những thanh niên chưa từng qua huấn luyện quân sự như học sinh sinh viên, công nhân, công chức, nông dân...
Người có quyền ra quyết định Tổng động viên thường là Tổng tư lệnh quân đội. Tại nhiều nước người ra quyết định Tổng động viên là Tổng thống đối với những quốc gia theo chế độ Tư bản chủ nghĩa và Chủ tịch nước hoặc Chủ tịch Hội đồng Nhà nước đối với những quốc gia theo chế độ Xã hội Chủ nghĩa do Đảng Cộng sản đứng đầu.